# PGC 2189350
LEDA/PGC 2189350 ist eine Radiogalaxie im Sternbild
Pegasus am Nordsternhimmel. Sie ist schätzungsweise 1,5 Milliarden Lichtjahre von der Milchstraße entfernt und hat eine Ausdehnung von etwa 300.000 Lichtjahren. Vom Sonnensystem aus entfernt sich das Objekt mit einer errechneten Radialgeschwindigkeit von näherungsweise 32.200 Kilometern pro Sekunde.

## Galaktisches Umfeld
| Nr. | Galaxie                | Alternativname             | Rek           | Dek           | Distanz/asec |
| --- | ---------------------- | -------------------------- | ------------- | ------------- | ------------ |
| →   | LEDA/PGC 2189350       | 2MASX J02435108+4155516    | 02h43m51.09s  | +41d55m51.9s  | 0            |
| 1   | 2MASX J02433496+415341 | WISEA J024334.95+415342.28 | 02h43m34.97s  | +41d53m42.1s  | 221.68       |
| 2   | LEDA/PGC 10316         | UGC 2195                   | 02h43m31.13s  | +41d56m16.2s  | 224.21       |
| 3   | LEDA/PGC 213072        | WISEA J024327.78+415240.7  | 02h43m27.785s | +41d52m40.76s | 323.27       |
| 4   | LEDA/PGC 2190989       | 2MASX J02434169+4201168    | 02h43m41.67s  | +42d01m17.2s  | 341.75       |
| 5   | LEDA/PGC 10401         | UGC 2215                   | 02h44m52.78s  | +41d59m19.3s  | 718.68       |
| 6   | LEDA/PGC 2185547       | 2MASX J02435462+4142336    | 02h43m54.60s  | +41d42m33.7s  | 799.07       |
| 7   | LEDA/PGC 90632         | 2MASX J02423161+4159536    | 02h42m31.60s  | +41d59m53.6s  | 918.69       |